# Központi Statisztikai Hivatal
A Központi Statisztikai Hivatal (KSH) szakmailag független, önálló gazdálkodású kormányzati főhivatal, a statisztikai szolgálat centruma. Tevékenységét törvényi felhatalmazás útján látja el és függetlenségét is törvény biztosítja (2016. évi CLV. törvény a statisztikáról). A hivatal szakmai munkája összhangban van a közös európai normákkal, sztenderdekkel, valamint a statisztika nemzetközi szabályaival. Tevékenységének célja, hogy a hivatalos statisztikai információk hitelesen, objektíven és módszertanilag megalapozottan álljanak a felhasználók rendelkezésére, valamint tegyék lehetővé az időbeli és térbeli összehasonlítást is.

## Története
A Központi Statisztikai Hivatal felállításának igénye 1848-ban merül fel, működését azonban a szabadságharc leverése megakadályozta. 1867-től Keleti Károly elnökletével kezdte meg hatékony működését a Földművelés-, Ipar- és Kereskedelemügyi minisztérium szakosztályaként. 1870-ben sikeres népszámlálást hajtottak végre. 1889–ben Kereskedelemügyi Minisztérium felügyelete alatt működött tovább, majd 1929 után a miniszterelnök alá tartozott. Az első és második világháború megnehezítette működését, majd a tervgazdaság nagy befolyást gyakorolt a hivatalra, a gazdaságstatisztika túlsúlyát okozva. Az 1970-es évektől költségvetési nehézségek merültek fel, valamint a szervezeti hierarchia is nehezítette a hatékonyságot. Az 1990-es évek elején a legnagyobb kihívás az új gazdasági struktúrához igazodó statisztikai adatgyűjtés és tájékoztatás kialakítása volt. 1992. májusában a KSH és az Eurostat közös nyilatkozatot ír alá az együttműködésről. Az 1990-es évektől meghatározó tendencia lett az EU irányelvekhez való közeledés és azoknak való megfelelés, valamint a módszertani fejlődés.

### Történetének kezdetei
1848. május 5-én Szemere Bertalan belügyminiszter tervezetet terjesztett a nádor elé az Országos Statisztikai Hivatal felállítására, Fényes Eleket ajánlva annak igazgatójául. A tervezet szerint a hivatal feladata ’’a tervezendő törvényjavaslatok életalapjait kimutatni s megismertetni magunkat magunkkal”. Fényes Elek tervbe vette az egész ország minden lakosára kiterjedő népszámlálás végrehajtását, amely azonban az intézmény szerény létszáma és az ország életében bekövetkezett viharos fejlemények miatt nem valósult meg. A hivatal a szabadságharc leveréséig működött a belügyminisztériumon belül.
Az 1829-ben létesített Osztrák Statisztikai Hivatal kiterjesztette működését Magyarországra, ennek eredményeként a Bach-korszakban két népszámlálásra került sor 1850–51-ben és 1857. 1860. május 7-én létrehozták a Magyar Tudományos Akadémia statisztikai bizottságát, amely 1863-ban a helytartótanácshoz beadványt intézett, és szorgalmazta egy „kormányi tekintéllyel intézkedő” statisztikai hivatal felállítását. E törekvés azonban eredménytelen maradt.
Fordulatot az osztrák-magyar kiegyezés hozott. Röviddel az Andrássy-kormány hivatalba lépése után, 1867 márciusában Keleti Károlyt felkérték, hogy tegyen előterjesztést az önálló magyar statisztikai szolgálat életre hívására. 1867. május 25-én Keletit Gorove István Földművelés-, Ipar- és Kereskedelemügyi miniszter osztálytanácsosként kinevezte a Földmívelés-, Ipar- és Kereskedelemügyi Minisztérium statisztikai ügyosztályának (III. osztály, 5. szakosztály) élére. Ezt az eseményt tekintik a hivatalos statisztikai szolgálat megszületésének. Keleti Károly az első magyar népszámlálás sikeres megszervezése után elérte, hogy az ügyosztályból önálló hivatal legyen. Az 1869-es év a népszámlálás előkészítésével telik, majd 1870-ben megvalósult a sikeres végrehajtás.
1869 decemberében Kőrösy Józsefet választották a létesítendő Fővárosi Statisztikai Hivatal igazgatójává, majd 1871. április 18-án a király jóváhagyta „Az Országos Magyar Királyi Statisztikai Hivatal ügyköre és ügyviteli szabályzata” című előterjesztést. Első igazgatója Keleti Károly lett. A Földművelés-, Ipar- és Kereskedelemügyi Minisztérium keretein belül öt fővel statisztikai ügyosztályt alakítottak. Ezzel egyidejűleg megalakult az Országos Magyar Statisztikai Tanács is.

### Az első évtizedek
Az első években meg kellett küzdeni az adatszolgáltatók közönyével, a statisztikai érzék hiányával. Az 1874. évi XXV. törvény a statisztika ügyének szervezéséről Archiválva 2007. november 10-i dátummal a Wayback Machine-ben megadta a lehetőséget a kötelező statisztikai adatszolgáltatás elmaradásának szankcionálására. Az 1880. évi népszámlálást már egyéni laprendszer alapján bonyolították le. Ugyanebben az időben kezdődött az áruforgalmi statisztika kialakítása. Keleti Károly bő két évtizedes igazgatósága alatt megvetette a hazai hivatalos statisztika alapjait, és kialakította a hivatal nemzetközi kapcsolatait.
1892. május 30-án meghalt Keleti Károly, helyette Jekelfalussy József addigi aligazgatót bízták meg a statisztikai hivatal vezetésével. Jekelfalussy nevéhez fűződik a népszámlálási kiadványok, helységnévtárak, évkönyvek összeállítása, szerkesztése, illetve a későbbiekben a magyar statisztikát megreformáló második statisztikai törvény létrehozása. 1896-ban törvénycikk gondoskodott a hivatal végleges elhelyezéséről, amely az 1898-as építkezést követően a Keleti Károly u. 5-7. szám alatt található épületben működött a továbbiakban. 1928-ban felépült a mai Keleti Károly u. 18/a ill. 18/b épület, a költözés következtében a hivatali alkalmazottak munkakörülményei nagymértékben javultak.
A hivatal 19. századi történetét 30 évvel a minisztériumi ügyosztály létrehozása után, a Magyar Kir. Központi Statisztikai Hivatalról szóló 1897. évi XXXV. törvénycikk Archiválva 2013. június 3-i dátummal a Wayback Machine-ben megalkotása zárta le.
Keletit igazgatóvá nevezték ki, szakteendőire független, de fegyelmi tekintetben a minisztériumnak alárendelten működhetett. A hivatal működése 6 alkalmazott segítségével, Keleti lakásán indult meg (pontos cím: Aldunasor 20.).
A rendszeressé váló adatszolgáltatás, valamint az európai statisztikai életben való részvétel következtében szükségessé vált az önálló hivatallá tétel. Az európai hivatalokhoz képest nagyobb feladat volt a hazai statisztikai adatszolgáltatás intézményes működtetése, mert hazánkban nem állt rendelkezésre megbízható, feldolgozott anyag, hanem 151 törvényhatóság eredeti anyagát kellett feldolgozni.

### Szervezeti felépítés
A hatáskör kitágulásával megnőttek a teendők is, ezért ideiglenes osztályok létrehozására volt szükség. A hivatal 1869-ben még hat fővel működött, 1884-ben pedig már 155-tel, ez alatt az idő alatt a kiadások mértéke is nominál értéken megtízszereződött. Az első világháború után 1917/18-ban ugrásszerűen nőtt a dolgozók száma, ekkor 470 fő volt az állományi létszám, a második világháború idejére pedig ismét majdnem megkétszereződött. A szervezeti felépítés sokszor átalakult a felügyeleti szerv, a hatáskörök, a vezetés változásával összefüggően, osztályok, majd ügykörök szerint működött a hivatal. Fontos kiemelni, hogy pl. 1937-ben az összes dolgozó száma 565 fő volt és ebből 240 a mezőgazdasági osztályon dolgozott, tehát a hivatal működésének figyelme eltolódott erre a területre.

### A Hivatal működése a második világháború alatt
A második világháború idején a hivatali alkalmazottak egy részét katonai szolgálatra hívták, a feladatok átalakultak, ennek következtében ideiglenesen összevont osztályok alakultak és a statisztikai adatgyűjtések is akadoztak. Az akkori elnök, Dobrovits Sándor az óvóhelyről két felmérés megindítását is kezdeményezte. A háború alatt KSH két épülete súlyos károkat szenved, az épületekben és berendezésekben keletkezett veszteségeket 40 százalékosra becsülik. A harci cselekmények lezárulását követően már tavasszal megindul a statisztikai munka, júniusban béke-előkészítő csoportot szerveznek, amely a június 30-ai állapot szerint községenkénti gyorsfelvételt végez a lélekszámról, a közérdekű károkról.

### A második világháborútól az ezredfordulóig
1949-ben ujjászervezték a hivatalt, öt ágazati főosztály jött létre: ipari, mezőgazdasági, forgalomstatisztikai, népesedésstatisztikai, valamint szociális és kultúrstatisztikai. A pártdiktatúra és a közigazgatás szovjet típusú átszervezése a statisztikai hivatal működését is befolyásolta, a hivatal célja átalakult: a politikai és gazdasági vezetés információellátása, az Országos Tervhivatal kiszolgálása került előtérbe. Ennek következményeként a gazdasági jellegű kutatásokra helyeződött a hangsúly. Péter György elnökségének köszönhetően a hivatal meg tudta őrizni viszonylagos stabilitását szervezeti és személyi szempontokból is.
1952-ben megalakulnak a KSH területi szervezeti egységei: a budapesti és a szegedi városi igazgatóságok, továbbá 19 megyei igazgatóság, 161 járási és városi statisztikai felügyelőség. A budapesti és a megyei igazgatóságokat a KSH központjában alakult Szervezési és ellenőrzési főosztály irányítja, míg a városi és a járási felügyelőségeket a területileg illetékes megyei igazgatóságok.
Az 1960-as években a gazdasági irány háttérbe szorulása figyelhető meg a társadalomkutatások javára, megnőtt az igény az elemzések készítésére, illetve a valós adatokra épülő információ szolgáltatására. 1963-ban végrehajtották az első kis népszámlálást, azaz mikrocenzust, amely a népesség és a lakásállomány 2%-os lakossági mintájára terjedt ki.
Az 1970-es években teret nyert az informatika, illetve a digitális nyilvántartás. 1975-76-ban létrehozták a ma is használatos Foglalkozások Egységes Osztályozási Rendszerét, a településstatisztikai adatbázisrendszert és az Egységes Lakossági Adatfelvételi Rendszert. A hivatal működését azonban megnehezítették az 1970-es évek végén lezajló költségvetési megvonások.
Az 1990-es évektől a FEOR, TEÁOR, SZJ rendszerek megújítása folyt. 1992-ben együttműködő megállapodást ír alá az EUROSTAT-tal. 1993. április 27-én elfogadják a statisztikai törvényt, amely kimondja, hogy a hivatal működése a kormány felügyelete alá tartozik és szakmailag önálló. 1998-ban megalakul a KSH ECOSTAT Gazdaságelemző és Informatikai Intézete. 1990-ben megalakult a Magyar Statisztikai Társaság.

### A 2000-es években
A KSH az Európai Statisztikai Rendszer részeként együttműködik az Európai Unió statisztikai hivatalával, az EUROSTAT-tal. A KSH-ban folyó adatelőállítási folyamatok megfelelnek az Európai Unió normáinak, kielégítik az európai minőségi követelményeket. Az új évezredben a módszertani és informatikai fejlődés felgyorsult, az adatszolgáltatók közvetlen megkeresésével működő adatgyűjtések előbb elektronikussá váltak, melyeket a hivatal mind nagyobb arányban vált ki adminisztratív adatforrás felhasználásával. A 2008-ban megnyílt kutatószoba kutatási célú hozzáférést biztosít anonimizált mikroadatokhoz, illetve elérhetővé vált a módszertant bemutató metaadatbázis. 2011-ben a KSH kiépítette az elektronikus adatgyűjtési rendszert (ELEKTRA). 2017. január 1-jén lépett életbe a KSH függetlenségét és a KSH elnökének jogosítványait is megerősítő 2016. évi CLV. törvény a hivatalos statisztikáról. Az új statisztikai törvény az adminisztratív adatok statisztikai célú felhasználásáról és a KSH statisztikai koordinációs feladatairól is rendelkezilk.
A 2016. évi Statisztikai törvény megerősítette a KSH koordinációs szerepkörét a Hivatalos Statisztikai Szolgálatban. A törvény alapján a KSH elnöke felhatalmazást kapott arra, hogy akkreditációs eljárás keretében döntsön arról, mely szervezet folytathat a HSSz tagjaként hivatalos statisztikai tevékenységet. Ez azért lényeges, mert a hivatalos statisztikák szigorú minőségi standardoknak kell, hogy megfeleljenek, a felhasználó számára a hivatalos statisztika más típusú garanciákat hordoz magában, mint az ezen a körön kívüli adatok.
A hivatal tevékenységét, feladatait ebben az időszakban olyan globális események is befolyásolták, mint a 2008-ban kirobbant gazdasági világválság, vagy a 2020-ban Európában is megjelenő koronavírus-járvány. Ezen krízisek információigénye a statisztikai adathozzáférésre és módszertan fejlesztésére ösztönző hatást gyakorolt, amely növelte a statisztikai intézmények együttműködését, amelyben a KSH is szerepet vállalt.
2025 tavaszán kiderült, hogy a hivatal minden valószínűség szerint hamis adatokat közöl a társadalom szegénységi állapotáról. A UNICEF kutatói egy 2023-ban készített gyermekszegénységgel kapcsolatos tanulmányuk során szembesültek azzal, hogy a magyarországi adatok szegénységi értékei 2017 óta látványosan, statisztikailag szélsőségesen alakultak, melyek lényege, hogy látványosan kiugró mértékben pont az úgynevezett szegénységi küszöb fölé mérték a társadalom egy jelentős részét, miközben ezt a nemzetközi kutatások egyáltalán nem támasztották alá. A szegénységi küszöb egy politikailag érzékeny adat, mert általa mérhető, hogy a politikai intézkedések hatottak e a társadalmi csoportokra. Az egyik kutató a KSH kutatószobájában is igazolta a szélsőséges eredményeket, ott viszont megtagadták, hogy ezeket az adatokat kivigye a helységből, dacára, hogy más forrásból is publikálhatókká váltak. A kutatók szerint ilyen adatokat csak manipulációval lehet előállítani, ami pedig felveti a KSH megbízhatóságát. Ismeretes, hogy a KSH 2015-ben egy műhelytanulmányban már felvetette a létminimumszámítás megújítását, ami a hivatal életmód-, foglalkoztatás- és oktatásstatisztikai főosztályán készült. Ezt a főosztályt akkor Janák Katalin vezette, a szegénységi adatokért pedig az a Kincses Áron volt a felelős, aki 2017-től elnökhelyettes, 2023-tól pedig az MTA doktora és a KSH elnöke lett. A hivatal később egy közleményben utasította vissza, hogy szerintük hitelteleníteni próbálják a KSH-t. A hivatal egy másik közleményében egyebek mellett „áltudományos” jelzővel illette a rájuk nézve kompromittáló kutatást, melyben részletesebben mutatta be a számításaik hivatkozott adatait, erre válaszul két kutató, Tátrai Annamária, az ELTE adjunktusa és Gábos András, a TÁRKI vezető kutatója közös nyilatkozatot adott ki, melyben kritizálták a KSH hozzáállását, ami nem segít a hivatal felmerülő hitelességi kérdésein, ezen kívül tételesen vezették le benne, hogy az állításokat a hivatal vonatkozásában miért tartják jogosnak. Mellár Tamás korábbi KSH-elnök is bírálta a hivatal körül kialakult helyzetet, aki országgyűlési képviselőként és a Gazdasági bizottság alelnökeként kezdeményezte Kincses Áron meghallgatását az ügyben. Kincses ezután megígérte, hogy felül fogják vizsgálni az adatokat.
Közben a hivatal szóvivője, Ozsváth Kálmán – aki korábban fideszes önkormányzati képviselő is volt Újpesten – egy Magyar Pétert trágár módon kritizáló posztot tett közzé 2025 áprilisában; a szervezet utólag közölte a hírre reagálva, hogy Ozsváth „március 31. óta” már nem a KSH szóvivője.
2025 júniusára újabb különös adatok derültek ki a korábbi, szegénységi küszöb fölé mért személyek vonatkozásában. A vizsgálat szerint a mért társadalmi csoport kivétel nélkül nyugdíjasokból áll, és az adatok alapján a NAV általi „visszautalás” révén jutottak olyan jövedelemhez, illetve bevételhez, ami ebbe a halmazba helyezte őket, tehát szintén életszerűtlenül az látszott, mintha a NAV mintegy „segélyszervezet” egészítette volna ki ezen személyek nyugdíjját.

## A KSH elnökei
Keleti Károly (1867–1892)
Jekelfalussy József (1892–1901)
Vargha Gyula (1901–1914)
Hajdú László (1914)
Buday László (1914–1920)
Szabóky Alajos (1920–1924)
Kovács Alajos (1924–1936)
Konkoly-Thege Gyula (1936–1939)
Dobrovits Sándor (1939–1945)
Zentay Dezső (1945)
Elekes Dezső (1946–1948)
Péter György (1948–1969)
Huszár István (1969–1973)
Bálint József (1973–1979)
Nyitrai Ferencné (1979–1989)
Hoós János (1989–1990)
Vukovich György (1990–1995)
Katona Tamás (1995–1998)
Mellár Tamás (1998–2003)
Pukli Péter (2003–2009)
Belyó Pál (2009–2010)
Vukovich Gabriella (2010–2023)
Kincses Áron (2023- )

## Épülete

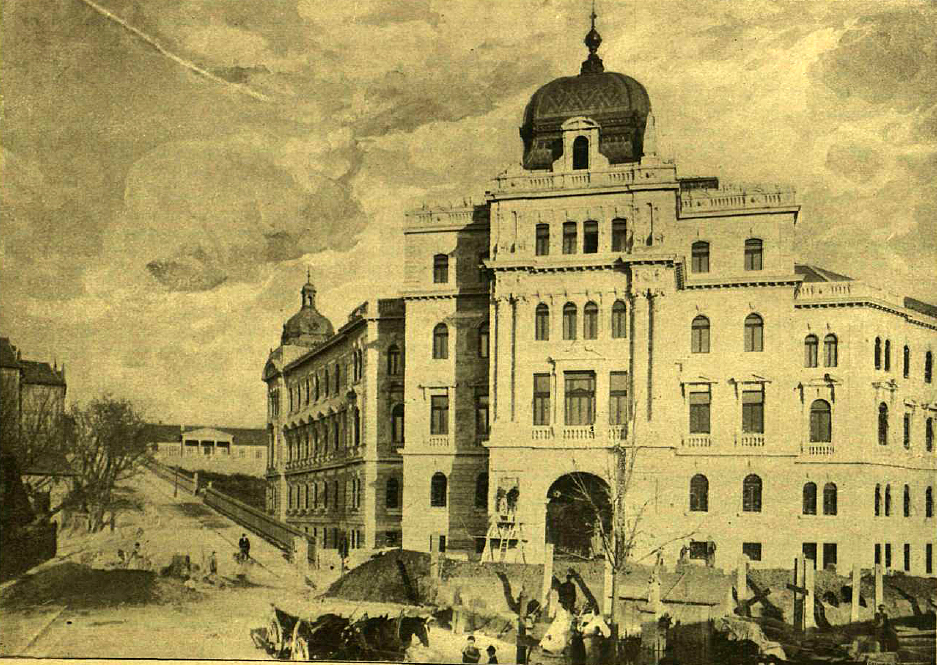
A Magyar Királyi Központi Statisztikai Hivatal épületének homlokzata (1897. december).

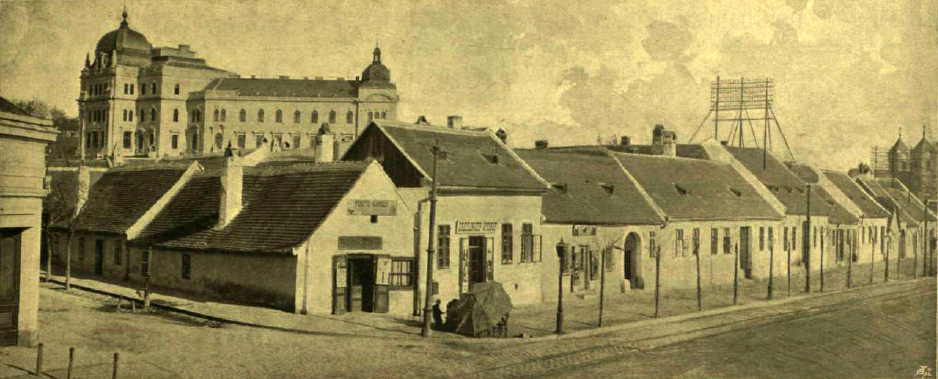
A Magyar Királyi Központi Statisztikai Hivatal épülete az akkori Margit körútról nézve, balra a mai Fényes Elek utca (1897. december).

A Központi Statisztikai Hivatal palotaszerű főépülete a budai Rózsadomb lábánál emelkedik (II. kerület, Keleti Károly utca 5–7.), díszesen kiképzett főhomlokzata a Bimbó út és a Keleti Károly utca találkozásánál kialakított kis térre néz. Nyugati oldalán a Mechwart liget terül el. Az eklektikus stílusú épületet Czigler Győző tervezte.
1867-ben a statisztikai ügyosztály még csak öt főből állt; 1892-re a hivatali tisztviselők létszáma 50 főre duzzadt, az 1898. évi költségvetésben pedig már 64 fős létszámot irányoztak elő. Ugyanakkor a hivatal működésének első negyedszázada alatt kilencszer költözködött, mert önálló épülettel nem rendelkezett.
A palota felépítésére az 1896. évi XX. törvény adta meg a felhatalmazást. Erre a célra az akkor már felhagyott Klemm-féle téglavető telkének egy részét jelölték ki. A Magyar Királyi Központi Statisztikai Hivatal palotáját az egykori Oszlop utca (ma Keleti Károly utca) és Tudor utca (ma Buday László utca) kereszteződésében, 1896 októberében kezdték építeni és 1897. december 18-án ünnepélyes keretek között adták át rendeltetésének.

A főbejárattól széles, világos lépcsőház vezet fel az emeletekre. A főhomlokzat mögött az első és második emeleten egy-egy tágas tanácstermet, fölöttük a harmadik emeleten nagyméretű munkahelyiséget alakítottak ki. A központi épületrészből induló épületszárnyak egy nagy középső udvart zárnak közre, melyre széles, világos, zárt folyosók néznek. A keleti épületszárny földszintjén találhatók a könyvtár termei. A 140 helyiséget magában foglaló palota már a maga korában sem számított korszerű építészeti alkotásnak, de előnyére írják, hogy egyetlen udvarra néző hivatali helyisége sincs.
A 20. század második felében a hivatal részére további két épületet emeltek. Az egyiket közvetlenül a főépület mellé, a Buday László utcában, a másikat a szintén közeli Fényes Elek utcában.

## Feladatai
- a gazdaság, a társadalom és a környezet állapotának és folyamatainak hivatalos statisztikai adatokkal történő bemutatása, ennek érdekében hivatalos statisztikai adatfelvételek teljes statisztikai adat-előállítási folyamatának elvégzése, így különösen adatok felvétele, feldolgozása, közzététele és elemzése
- a népesség adatainak összeírása céljából időszakonként törvényben meghatározott módon népszámlálás, illetve mikrocenzus végrehajtása és az ezekből származó adatok közzététele
- a Hivatalos Statisztikai Szolgálat Országos Statisztikai Adatfelvételi Programjának összeállítása és végrehajtásának ellenőrzése
- az Országgyűlés és a Kormány évenkénti tájékoztatása Magyarország társadalmi, gazdasági, környezeti és népesedési adatairól
- a Hivatalos Statisztikai Szolgálat tagjai hivatalos statisztikai tevékenységének szakmai koordinációja, a hivatalos statisztikai tevékenységgel kapcsolatos iránymutatások kiadása, ezek betartásának ellenőrzése és felülvizsgálata
- egy teljes kötelespéldánysorra jogosult országos feladatkörű tudományos szakkönyvtár üzemeltetése

## Hivatalos Statisztikai Szolgálat
A KSH a Hivatalos Statisztikai Szolgálat vezető intézménye. A hivatalos statisztika jogi hátterét a 2016. évi CLV. a hivatalos statisztikáról szóló törvény határozza meg. A törvény 3§-a határozza meg a hivatalos statisztika feladatát: a statisztikai információk nyilvánosságra hozatalával valósághű, tárgyilagos képet adjon a társadalom, a gazdaság, a környezet állapotáról és annak változásairól az állami szervek, az önkormányzatok, a gazdasági szervezetek – beleértve a pénzügyi piacokat –, a civil szervezetek, a tudományos tevékenységet végzők, a közvélemény, a média szereplői, valamint a nemzetközi szervezetek, különösen az Európai Unió intézményei számára
A KSH a Hivatalos Statisztikai Szolgálat tagja, a KSH elnöke látja el Magyarország főstatisztikusi feladatait. A KSH elnöke főstatisztikusi feladatai körében felelős a Hivatalos Statisztikai Szolgálat hivatalos statisztikai tevékenységének szakmai koordinációjáért és egységességéért.